# Копанки (Ивано-Франковская область)
Копа́нки (укр. Копанки) — село в Калушской общине Калушского района Ивано-Франковской области Украины.
Население по переписи 2001 года составляло 2052 человека. Занимает площадь 25,4 км². Почтовый индекс — 77330. Телефонный код — 3472.